# أحمد بن حلوان
أحمد بن أسعد بن حلوان (1197 - 1254) طبيب، وحكيم، ووزير، وأديب وشاعر شامي في القرن السابع الهجري.

## حياته وعمله
هو أبو العباس أحمد بن أبي الفضل أسعد بن حلوان، ويعرف بـابن العالمة لأن أمه كانت عالمة دمشق، وتعرف ببنت دهن اللوز. ولد بدمشق، اشتغل بصناعة الطب على الشيخ مهذب الدين عبد الرحيم بن علي، حتى اتقنها.
خدم الملك المسعود، صاحب آمد، وحظي عنده واستوزره. وعاد إلى دمشق ليشتغل عليه جماعة بصناعة الطب. خدم الملك الأشرف في آخر عمره. وأقام عنده حتى توفي في سنة 652 هجرية ( 1254 م ).

## مؤلفاته
له كتاب التدقيق في الجمع والتفريق ذكر فيه الأمراض، وما تتشابه فيه، وما تختلف به. وله كتاب المهملات في كتاب الكليات، وكتاب المدخل إلى الطب، وكتاب العلل والأعراض، كتاب الإشارات المرشدة في الأدوية المفردة.